# Međunarodni Crveni križ
Crveni križ međunarodna je humanitarna organizacija sa sjedištem u Ženevi. Utemeljio ju je Henri Dunant. U svakoj državi postoji samo jedan nacionalni Crveni križ (koji se dijeli na gradske i općinske organizacije itd.), a nacionalna društva ujedinjuju se u Međunarodnu federaciju Crvenog križa i Crvenog polumjeseca.

## Uloga Međunarodnog Crvenog križa
Uloga je Međunarodne federacije pomaganje razvoja humanitarnih djelatnosti nacionalnih društava, koordinacija njihovim operacijama pomoći žrtvama prirodnih katastrofa (potresi, poplave, požari...), te da se brine za izbjeglice izvan područja sukoba. Zadatak joj je također edukacija ljudi o Pokretu.
Međunarodni pokret CK/CP čini Međunarodni odbor CK, koji je osnivačko tijelo CK. Međunarodni odbor neutralan je posrednik u oružanim sukobima i nemirima, te pokušava na temelju Ženevskih konvencija pružiti zaštitu i pomoć žrtvama međunarodnih i građanskih ratova i unutarnjih nemira, a organizira i bolnice na otvorenom. Djelatnost mu dolazi do izražaja ponajprije u ratno vrijeme.

## Povijest

### Iskustvo Henryja Dunanta
Nedaleko od Solferina, malenog mjesta na sjeveru Italije, sukobile su se 24. lipnja 1859. austrijske vojne jedinice sa savezničkom francusko-talijanskom vojskom. Vodila se posljednja bitka za neovisnost poslije koje su Austrijanci protjerani sa sjevera Italije. Francuski car Napoleon III. pritekao je Italiji u pomoć. Krvava bitka koja je trajala 15 sati ostavila je sa sobom 40 000 ranjenih koji su umirali na bojnom polju. Sanitetske službe ne znajući da je bitka započela bile su daleko od ovog prizora. Svega nekoliko liječnika, koji su se ondje zatekli, trudili su se da s neznatnim sredstvima pruže pomoć ranjenicima, ali za većinu njih spasa nije bilo.
Mladi trgovac iz Ženeve koji se zatekao u blizini bojnog polja, bio je svjedok strahovitog prizora. Zvao se Henry Dunant, imao je 31 godinu i bio vođen iznenadnim nagonom da pruži pomoć svima u nevolji. Ali vidjevši nevjerojatan broj ranjenika koji su se nalazili oko njega, vrlo je brzo ustanovio da je on sam nemoćan i da neće moći mnogo učiniti za njih. Tada spontano pokušava naći volontere među civilnim stanovništvom Solferina koji su se u početku pokazali vrlo nevoljnim. Henry Dunant im tada povika „Tuttti fratelli!“-„Svi smo braća!“ Svojim gromkim pozivom uspio je slomiti otpor i otvoriti srca tih muškaraca i žena. Ranjenici su odvedeni daleko od bojnog polja, u crkve i privatne kuće, gdje im je stanovništvo svim srcem pružilo pomoć. 
Neumoran, Henry Dunant brinuo se 3 dana i 3 noći o ranjenicima. Donosio je vodu onima koji su imali groznicu, tješio je umiruće, obećavajući da će njihovoj obitelji prenijeti posljednju poruku. Nalazi vremena i da ohrabri druge dobrovoljce da pomognu. Ti dobrovoljci bili su puni dobre volje, ali nisu bili u mogućnosti pružiti odgovarajuću pomoć, jer im je nedostajalo znanja i potrebne obuka.
Henry Dunant je shvatio: da se u Solferinu tada našao veliki broj dobrovoljaca koji su imali dobru medicinsku obuku, koliko je nepotrebnih patnji moglo biti izbjegnuto? Koliko mladih obećavajućih života je moglo biti spašeno? Shvatio je da treba stvoriti međunarodno društvo za pomoć, koje bi se temeljilo na ugovoru i koje bi pravno obvezivalo države. Tri godine nakon tih događaja počeo je Henry Dunant pisati  „Sjećanje na Solferino“ u kojoj je jasno iznio svoje ideje. Traži da bude potpisana međunarodna konvencija koja će osigurati zaštitu civila žrtava rata i da budu stvorena, u svim zemljama, društva za pružanje pomoći, koja će biti zasnovana na principu nepristranosti i koja će okupiti dobrovoljce obučene u pružanju pomoći ranjenicima.

### Početak pokreta
Knjigu objavljuje o svom trošku u 400 primjeraka i šalje je važnim osobama i svojim prijateljima. General Guillaume Henri Dufour i pravnik Gustave Moynier, koji su pročitali njegovu knjigu, smatraju da su njegove ideje i planovi ostvarivi te stupaju u kontakt s njim. 9. veljače 1863. godine, ženevsko „Društvo javne koristi“ na čelu s Moynierom, osniva odbor koji treba ispitati Dunatove ideje. Ovaj odbor čine, osim Moyniera, Dunanta i Dufoura, i ratni kirurg Louis Appia i liječnik Théodore Maunoir. Ova petorice prvi se put sastaju 17. veljače 1863. i ustanovljuju već tada „Međunarodni odbor za pomoć ranjenicima“. Ovaj „Odbor petorice“ kratko nakon toga počinje širiti svoje ideje u svijetu. U ljeto te iste 1863. godine, odbor poziva jedan broj zemalja u Ženevu na međunarodni kongres. 26. listopada general Dufour otvara ovu konferenciju koja je okupila 36 predstavnika iz 16 zemalja. Nakon 4 dana kongresa, skup donosi deset odluka i izražava tri želje: stvaranje, u svakoj od zemalja, jednog „nacionalnog odbora za pomoć ranjenicima“, a kao uvjet i temelj, zahtijeva da sanitetske službe, dobrovoljci i ranjenici budu zaštićeni, odnosno da budu proglašeni „neutralnim“ ili „nepovredivim“.

### Znak i Ženevske konvencije
Skup usvaja kao znak zaštite i raspoznavanja crveni križ na bijelom polju, obrnuto od boja švicarske zastave. Dunantova vizija postaje stvarnost: rođena je svjetska organizacija Crvenog križa. Na dan 22. kolovoza 1864. godine, tek godinu dana nakon konferencije, u Ženevi je potpisana prva Konvencija, (a postoje 4 Ženevske konvencije) koja se odnosi na zaštitu ranjenika u kopnenim snagama. Godine 1868. zaštita je proširena na ranjenike pomorskih snaga i brodolomnike. Ali bit će potrebno još vremena kako bi ova načela postala univerzalno obvezna (1899. – 1907.).
U godinama koje su slijedile, postupno se stvaraju nacionalna društava Crvenog križa, što je bio jedan od Dunantovih ciljeva. 17. srpnja 1866. utemeljen je švicarski Crveni križ. U cijelom svijetu počinje obuka dobrovoljaca za pružanje prve pomoći bolesnima i ranjenima. Snabdijevaju se skladišta zavojnim materijalom, pokrivačima i drugim potrepštinama za pomoć; sve je spremno za slučaj izbijanja sukoba. Crveni križ vrlo je brzo stavljen na probu prilikom izbijanja francusko-njemačkog rata 1870. godine, koji je odnio mnogo žrtava. Ali po prvi put u povijesti, pomoćnici Crvenog križa obučeni su za pružanje ranjenicima učinkovite pomoći na licu mjesta.
Prvo društvo Crvenog križa na Balkanu osnovano je 1875. godine u Crnoj Gori, kao dvadeset drugo po redu u svijetu.
U okviru tadašnje Austro-Ugarske, u Hrvatskoj je prvo društvo osnovano u Zadru.

### Razvoj do Prvog svjetskog rata
Od osnivanja Crvenog križa 1863. godine, 35 nacionalnih društava Crvenog križa ili Crvenog polumjeseca stvoreno je u Europi u osvit 20. stoljeća, u vrijeme kad je Europa podijeljena. Čovječanstvo se nalazi pred društvenim krizama i glađu. Suočena s razornim snagama, organizacija Crvenog križa nastoji čuvati i braniti ljudska prava.  Uporaba zrakoplova kao sredstva za vođenje borbe daje novu dimenziju neprijateljstvima. Shodno tome, poljske bolnice i šatori Crvenog križa moraju biti prepoznatljivi i s neba.
Veliki broj ratnih zarobljenika bio je razmijenjen posredstvom Međunarodnog odbora Crvenog križa (MOCK) što je omogućilo da se zarobljenici vrate u svoju domovinu. Večer uoči Božića 1917. godine ljudi su svjedočili dirljivim scenamana na željezničkom kolodvoru u Ženevi: povratak ratnih zarobljenika, a ženevski volonteri Crvenog križa ukrašavaju perone božićnim drvcima i pružaju okrijepu ranjenicima.
Prije nego što je završen Prvi svjetski rat, MOCK suočio se s potpuno novom i posebno osjetljivom situacijom: ruska revolucija i zaštita ranjenika u slučaju građanskog rata. U okviru ovog sukoba, pojavit će se, osim Društva CK koje je postojalo u carsko doba, društvo koje su snovali revolucionari. Ali u skladu s načelom, priznaje se samo jedno nacionalno društvo. Kasnije, na konferenciji u Stockholmu 1948. godine bit će stoga prihvaćeno novo pravilo da tijekom sukoba nijedno novo društvo ne može biti priznato; pa, ipak, de facto se održavaju odnosi sa svakim društvom koje se bavi stvarnim aktivnostima.

### Nakon Prvog svjetskog rata
Posljedica rata i loših uvjeta života, glad pogađa više milijuna osoba između 1920. i 1923. godine.
Usto, po završetku Velikog rata, europsko stanovništvo ima samo jednu želju: da više nikad ne bude rata. U toj se nadi 1919. godine nacionalna društva ujedinjuju i stvaraju Federaciju nacionalnih društava Crvenog križa. U Europi se tijekom dvadesetih i tridesetih godina pojavljuju totalitarni režimi: prvo u Italiji, zatim u Njemačkoj, Španjolskoj. Za Crveni križ, ovo je jedno od najtežih razdoblja u povijesti, jer osim što osjeća dolazak novog rata, već je suočen s državama koje ignoriraju humanitarna načela.
Europska nacionalna društva CK pružaju pomoć uz podršku autohtonih društava.
Nakon Prvog svjetskog rata, društva CK sudjeluju u borbi protiv latentnih bolesti, organizirajući informativne kampanje i obrazovanje o zdravlju. Prevencija, higijena i uravnotežena prehrana tri su oslonca ove borbe koja je započeta protiv bolesti i epidemija.

### U Drugom svjetskom ratu
U Drugom svjetskom ratu Crveni križ prisutan je na svim bojnim poljima, na svim frontovima u Europi. Pruža pomoć ranjenicima, njeguje ih i upućuje u poljske bolnice koje se nalaze u pozadini fronta. Koriste se sva raspoloživa sredstva u borbi protiv ljudske bijede; u slučaju da se pokvare kola, bez oklijevanja se koriste konji, čak i psi. Tokom ovog rata, zaraćene države na svojim su teritorijima otvorile mnogobrojne logore za ratne zarobljenike. Zahvaljujući postojećim konvencijama, CK je mogao obaviti više od 11.000 posjeta logorima, uručiti 24 milijuna pisama i podijeliti pomoć u vrijednosti od 3,4 milijarde švicarskih franaka. Jedno od najtamnijih poglavlja ovog razdoblja bez sumnje je poglavlje koncentracijskih logora nacional-socijalističkog režima, u kojima je više milijuna osoba, čiju su veći činili Židovi, bilo ubijeno. CK je u svojim nastojanjima bio spriječen.
Tijekom i nakon Drugog svjetskog rata služba traženja ostvaruje nemoguće. Stotine tisuća obitelji koje je rat odvojio sjedinjene su, stotine tisuća vojnika koji su bili prijavljeni kao nestali ili su smatrani mrtvima na taj su način mogli ponovo naći svoje supruge i djecu.

## Načela
Sedam temeljnih načela čine bit Pokreta. Prihvaćena su na 20. međunarodnoj konferenciji u Ženevi 1965. godine. Države su obvezne u svako doba poštovati privrženost svih sastavnih dijelova Osnovnim načelima Pokreta:
- Humanost

Pokret CK/CP nastao je u želji da bez diskriminacije pruži pomoć ranjenicima na bojnom polju. Njegov cilj je zaštititi život, zdravlje i poštovanje ljudske osobe.
- Nepristranost

Pokret ne pravi razliku prema klasi ili rasi pojedinaca, te nastoji ublažiti njihove patnje vođen samo njihovim potrebama.
- Neutralnost

Da bi sačuvao povjerenje svih, Pokret se ne opredjeljuje u raspravama vjerske, klasne, rasne ili političke prirode.
- Neovisnost

Pokret je neovisan, jer nacionalna društva kao pomoćni organi humanitarnih službi svojih vlada, moraju sačuvati svoju autonomiju, kako bi mogla djelovati u skladu s načelima.
- Dobrovoljnost

Pokret ne pokreće želja za stjecanjem dobiti, on je dobrovoljan.
- Jedinstvo

U jednoj zemlji može postojati samo jedno društvo CK/CP i ono mora biti dostupno svima i provoditi svoju djelatnost na cijelom teritoriju.
- Univerzalnost

Pokret je univerzalan, jer sva društva u njemu imaju jednak status, pomažu se i dijele jednaka prava.

## Ženevske konvencije
Prva konvencija štiti ranjene i bolesne vojnike, kao i sanitetsko osoblje u kopnenim snagama. 
Druga jamči zaštitu ranjenih, bolesnih vojnika ili brodolomaca i zaštitu sanitetskog osoblja pomorskih snaga.
Treća je posvećena poboljšanju tretmana ratnih zarobljenika.
Četvrta konvencija najzad pruža zaštitu civilima prilikom oružanih sukoba i na okupiranim teritorijima. Potpisana je nakon Drugog svjetskog rata, i najznačajnija je odluka Ženevske konvencije. 
Četiri konvencije su 1977. god. dopunjene dopunskim Protokolima koji uzimaju u obzir metode modernog rata i jamče bolju zaštitu civilima.

## Vanjske poveznice
- Međunarodni Crveni križ i Crveni polumjesecSlužbene stranice  Arhivirana inačica izvorne stranice od 12. kolovoza 2007. (Wayback Machine)
- Hrvatski Crveni križ - službene stranice